# Криниця Сергій Олександрович
Сергій Олександрович Криниця (нар. 14 грудня 1972, м. Звенигородка, Україна) — український науковець, учитель, мандрівник, фотохудожник. Кандидат економічних наук.

## Життєпис
Сергій Криниця народився 14 грудня 1972 року в місті Звенигородка Звенигородського району Черкаської области України.
Завідувач кафедри фінансів та банківської справи Черкаського інституту банківської справи.
Автор вебсайту «Via est Vita [Архівовано 9 лютого 2022 у Wayback Machine.]» (з 2009).
Був членом журі конкурсу «Вікі любить пам'ятки» 2016, 2019—2022 років.
Нині проживає в м. Черкасах.

### Наукова діяльність
Є автором і співавтором більше 80 наукових праць, зокрема, посібників з грифом МОНУ, 8 монографій.

## Творчість
Друкується в журналах «Міжнародний туризм», «Фокус», «Welcome to Ukraine».
Вивчає старовинну архітектуру України. Написав низку статей про маловідомі будівлі Львова, палаци Черкащини.
Персональні фотовиставки у Франції, Польщі, Бразилії.
У співавторстві з Іриною Пустинніковою видав подарункове видання «101 величний храм».

## Нагороди та відзнаки
- Почесна грамота Міністерства освіти і науки України[5],
- пам’ятна монета «Стельмах»[5].

Неодноразово перемагав на фотоконкурсах від Вікіспільноти:
- «Вікі любить пам'ятки»
  - «Найкраще фото Сумської області» (2015, Вікі любить пам'ятки)[7];
  - «Найкраще фото Полтавської області» (2015, Вікі любить пам'ятки)[8];
  - «Найкраще фото Хмельницької області» (2015, Вікі любить пам'ятки)[9]
  - «Найкраще фото Севастополя» (2015, Вікі любить пам'ятки)[10];
  - «Найкраще фото Львівської області» (2015, Вікі любить пам'ятки)[11];
  - «Найкраще фото Черкаської області» (2015, Вікі любить пам'ятки)[12];
  - «Найкраще фото в Україні»;
  - «За найбільшу кількість сфотографованих пам’яток»;
- «Вікі любить Землю».